# Podarcis lilfordi rodriquezi
Podarcis lilfordi rodriquezi, auf Deutsch manchmal als Ratas-Eidechse bezeichnet, ist eine ausgestorbene Unterart der Balearen-Eidechse (Podarcis lilfordi).
Die Eidechse war auf der Isla Ratas, einer kleinen Nachbarinsel der Illa del Rei in der Bucht von Maó (Menorca) endemisch. Das Artepitheton ehrt den spanischen Botaniker Juan Joaquín Rodríguez y Femenías, der 1903 den Holotypus sammelte.

## Beschreibung
Die Männchen erreichten eine Schnauzen-After-Länge von 76,7 Millimeter, die Weibchen 62,5 Millimeter. Der dunkelgrün gefärbte Schwanz war etwa 1¾ mal so lang wie der Körper. Die Tiere waren recht robust gebaut mit einem relativ großen Kopf und kurzen Beinen. Die Färbung des Rückens variierte von olivbraun und grünblau bis dunkeloliv und grün. Die Flanken und die Beine waren grün mit einer gräulichen Tönung. Die Färbung des Bauches reichte von rötlich bis gelblich.

## Aussterben
Die Unterart wurde 1950 zuletzt gesichtet. Für den Neubau des Hafens von Maó auf Menorca wurden weite Flächen mit Dynamit gesprengt und der Lebensraum komplett zerstört. Heute existieren nur vier Exemplare in Museumssammlungen. Lorenz Müllers Paratypus aus dem Jahre 1927 ist zerstört.